# Рудолф Марић
Рудолф Марић (Нови Сад, 13. мај 1927 — Београд, 26. август 1990) био је српски шахиста и почаснивелемајстор.

## Биографија
Марић је звање међународног мајстора шаха добио 1964. Представљао је 1956. Југославију на Светском студентском екипном првенству у шаху, где је освојио екипну бронзану медаљу и појединачно златну медаљу за своју таблу.
Са репрезентацијом Југославије освојио је 3. Шаховски Митропа куп 1978. године.
ФИДЕ му је доделила титулу почасног велемајстора 1990. убрзо након његове смрти, чиме је постао други шахиста који је постхумно добо титулу велемајстора.
Марић је 1986. био главни судија на мечу за светску првакињу између Маје Чибурданидзе и Јелене Ахмиловске.
Марић је писао текстове у шаховским часописима Нови шахиста, Шаховски гласник и Мат.

## Аутор књига
- Од Аљехина до Спаског (са Глигорићем), 1971
- Кроз свет шаха (са Ивковом), 1972
- Југословенски шаховски тријумфи (коаутор са Светозаром Глигорићем, Драгољубом Јаношевићем и Петром Трифуновићем), 1976
- Шаховске минијатуре, Спортска књига, Београд, 1977
- 100 партија Сицилијанке, Шаховска Наклада, Загреб, 1984
- Уџбеник амбициозног велемајстора